# Siège de Delhi (1804)
Deuxième Guerre Anglo-Marathe
Le Siège de Delhi (8 - 19 octobre 1804) a été mené par le Maharaja marathe Yashwantrao Holkar contre les forces de la Compagnie britannique des Indes orientales  qui défendaient Delhi au cours de la Deuxième guerre anglo-marathe. Holkar abandonna le siège après l'arrivée des renforts dirigés par le général Gerard Lake.